# Trimeresurus nebularis
Trimeresurus nebularis este o specie de șerpi din genul Trimeresurus, familia Viperidae, descrisă de Vogel, David și Olivier S.G. Pauwels în anul 2004. Conform Catalogue of Life specia Trimeresurus nebularis nu are subspecii cunoscute.